# Mayagueza argentifera
Mayagueza argentifera är en tvåvingeart som beskrevs av Wheeler 1960. Mayagueza argentifera ingår i släktet Mayagueza och familjen daggflugor.
Artens utbredningsområde är Puerto Rico. Inga underarter finns listade i Catalogue of Life.